# Strath of Kildonan
Strath of Kildonan är en dal i Storbritannien.   Den ligger i kommunen Highland och riksdelen Skottland, i den norra delen av landet, 800 km norr om huvudstaden London.